# Altes Rathaus (Marktoberdorf)

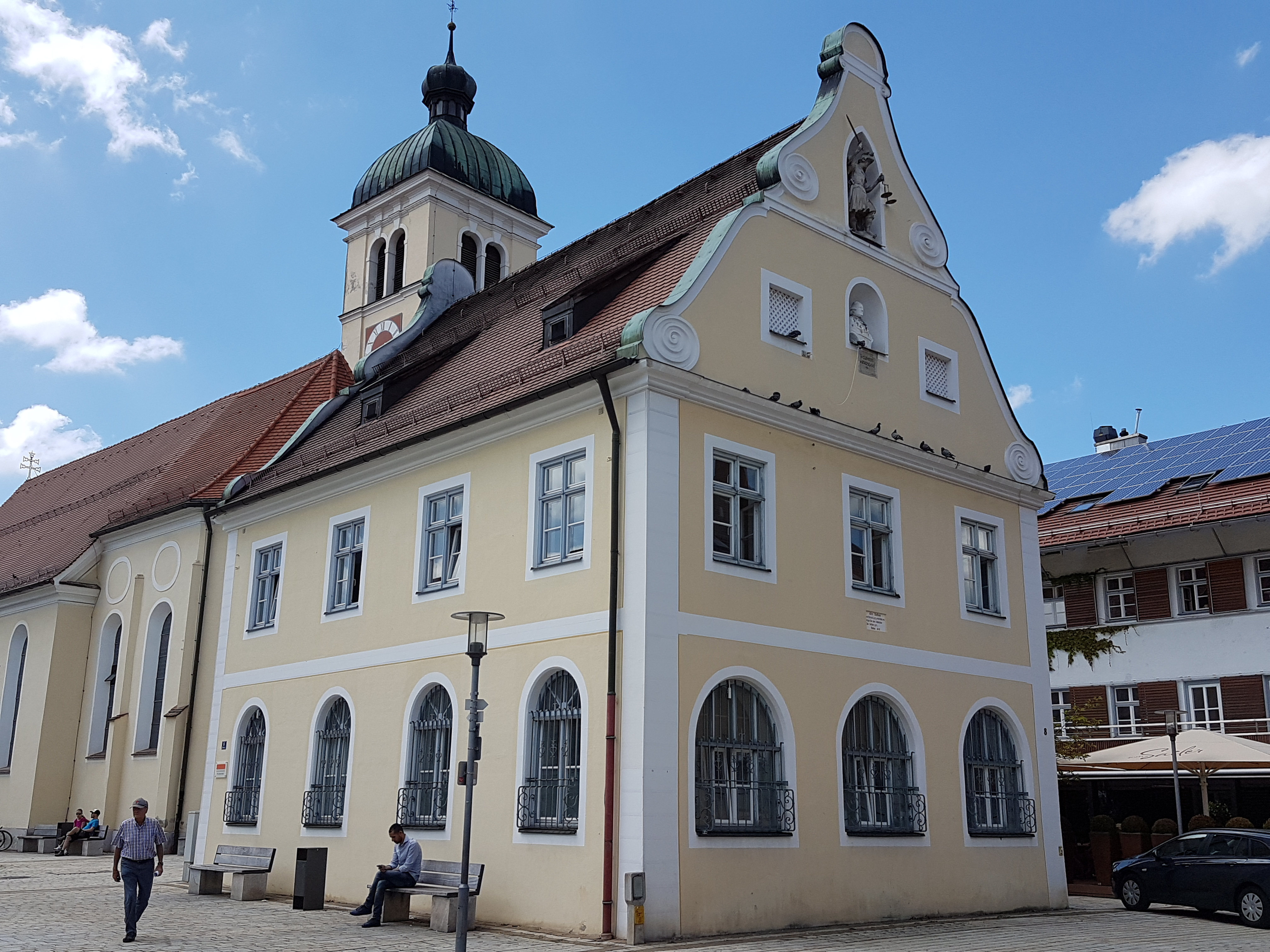
Altes Rathaus in Marktoberdorf

Das Alte Rathaus in Marktoberdorf, einer Stadt im schwäbischen Landkreis Ostallgäu in Bayern, wurde 1723 vermutlich nach Plänen von Johann Georg Fischer errichtet. Das ehemalige Rathaus am Rathausplatz 1 ist ein geschütztes Baudenkmal. 
Der zweigeschossige Satteldachbau mit Schleppgauben und Volutengiebeln ist mit einer Büste des Fürstbischofs Clemens Wenzeslaus von Sachsen (1739–1812) geschmückt, die 1791 von Franz Xaver Erdt geschaffen wurde.
Das Gebäude wird seit längerer Zeit als Heimatmuseum genutzt.